# Geospiza fortis
Geospiza fortis là một loài chim trong họ Thraupidae.

## Hình ảnh

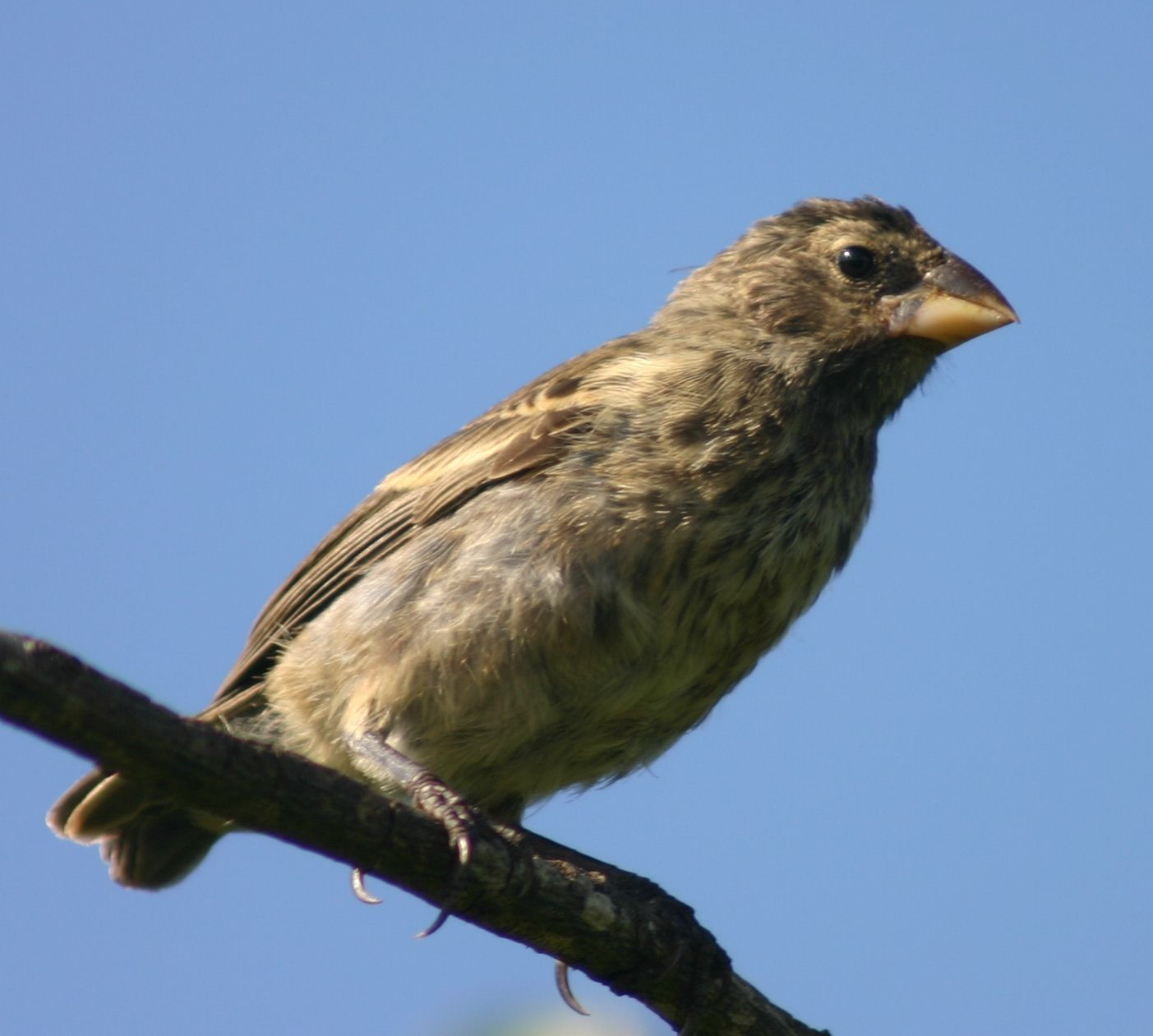
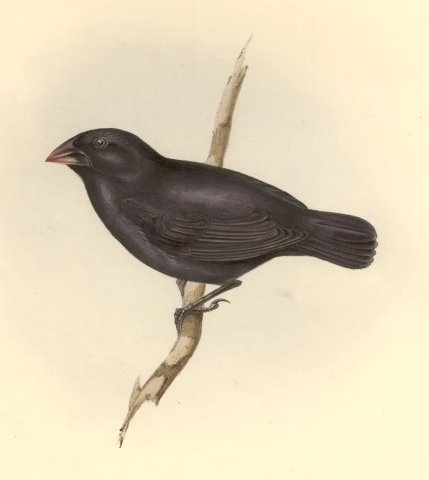
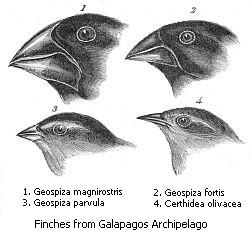